# Nuno Teixeira
Nuno José Dias Teixeira GOM (26 de Setembro de 1943, Viseu, Silgueiros - 29 de julho de 2020) foi realizador da RTP.

## Biografia
Nuno Teixeira é descendente de uma numerosa família, filho de Gil Dias Teixeira e de sua mulher Maria Elisa da Silva Dias, de Évora.
Nuno Teixeira e os seus seis irmãos e irmãs passaram a sua juventude em Viseu onde iniciaram os seus estudos os quais o Nuno continuou na cidade do Porto tendo depois seguido uma carreira profissional em televisão na RTP, empresa que serviu durante toda a sua longa carreira, primeiro no Porto e depois em Lisboa.
Nuno Teixeira foi feito a 9 de Junho de 1995 Grande-Oficial da Ordem do Mérito.
Faleceu a 29 de Julho de 2020.

## Realização
- Sabadabadu, 1981
- Vila Faia, 1982
- O Tal Canal, 1983
- Origens, 1983
- Chuva na Areia, 1985
- Humor de Perdição, 1987-1988
- Lá em Casa Tudo Bem, 1987-1988
- Passerelle, 1988
- Eu Show Nico, 1988
- Casino Royal, 1990
- Os Bonecos da Bola, 1993